# 흰어깨따오기
흰어깨따오기(White-shouldered ibis)는 따오기아과에 속하는 큰 새 종이다. 동남아시아의 작은 지역이 원산지이며, 이 대륙에서 가장 위협받는 새 종 중 하나로 간주된다.

## 묘사
성체의 키는 60~85cm로, 수컷이 약간 더 크고 부리가 암컷보다 약간 더 길다. 현재 사용 가능한 생체 측정치는 19세기에 채집된 성별이 확인되지 않은 표본에서 얻은 것으로, 날개 길이는 419mm, 부리 길이는 197mm, 정강이 길이는 83mm, 꼬리 길이는 229mm이다. 깃털은 갈색-검은색이며, 날개와 꼬리는 광택이 있는 청흑색을 띠고, 머리는 살짝 검은색으로, 때때로 파란색이나 흰색으로 보고되기도 한다. 목에는 눈에 띄는 목띠가 있으며, 이는 뒷부분이 더 넓고 앞부분은 좁은 파란-흰색의 맨살띠로, 턱에서 시작해 목덜미까지 이어진다. 이 파란색은 가까운 거리에서 가장 쉽게 확인할 수 있으며, 때로는 이 목띠가 완전히 흰색일 수도 있다. 다리는 칙칙한 붉은색이며, 홍채는 주황-붉은색이고, 큰 곡선형의 부리는 황회색을 띤다.
흰어깨따오기는 일부 개체에서 목과 턱의 상부에 보이는 뚜렷한 흰색 패치에서 그 이름을 유래했다. 이 흰색 패치는 비행 중에 "흰 어깨"처럼 보일 수 있다. 비행 중에는 날개가 접혀 있을 때 얇은 흰색 선으로만 보이는 눈에 띄는 흰색 날개 패치로도 구별된다. 흰어깨따오기는 형태학적으로 인도검은따오기와 유사하지만, 뒷목에 붉은 돌기가 없고, 크기가 약간 더 크고, 더 튼튼하며, 목과 다리가 더 길다. 또한 꼬리는 더 짧고 아래로 퍼져 있으며, 인도검은따오기의 꼬리처럼 일직선이 아니다.
유조는 칙칙한 갈색 깃털을 가지고 있으며, 파란-흰색 목덜미에 갈색 깃털 다발이 있다. 홍채는 회갈색이고, 다리는 옅은 노란색, 발은 칙칙한 흰색이다.
음성은 일반적으로 크고 애절한 울음소리로 구성되며, 이는 "이상하고 비현실적인 비명"으로 묘사되었다. 영역을 지키는 개체들의 쉰 목소리는 "에르르르" 또는 "에르르르로"로 묘사되며, "에르르르 오크 오크 오크 오크 오크"와 같은 고함 비명도 낸다. 그 외에도 더 차분한 "오하아아 오하아아"와 "에르르라"와 같은 소리를 낸다. 교미 중에는 크고 거친 "클리오 클리오" 소리를 내며, 이는 까막딱따구리의 소리와 유사하다.

## 분포 및 서식지
흰어깨따오기는 한때 현재보다 훨씬 더 넓은 지역에 분포했었다. 이전에는 미얀마, 태국, 말레이시아, 캄보디아, 라오스, 베트남을 거쳐 중국 윈난성까지 동남아시아 전역에 걸쳐 분포했다. 현재의 개체군은 매우 작고 분포가 크게 단편화되어 있으며, 북부 및 동부 캄보디아, 남부 베트남, 극남 라오스, 동부 칼리만탄에 제한적으로 서식하고 있다.
캄보디아는 이 종의 가장 큰 보금자리로, 전 세계 개체군의 약 85~95%가 이곳에 존재하는 것으로 추정된다. 캄보디아에서 가장 큰 흰어깨따오기 개체군은 서부 시엠팡 중요한 조류 지역에 서식하며, 최소 346마리가 발견된다. 캄보디아의 다른 주요 서식지로는 쿨렌프롬텝 야생동물 보호구역, 롬팟 야생동물 보호구역, 그리고 메콩강의 중앙 구간이 있다. 이 종은 현재 태국, 미얀마, 남부 중국에서는 사실상 멸종되었으며, 인도네시아 보르네오섬과 남부 라오스에서는 매우 희귀하다. 한때 태국은 이 종의 강한 보금자리였지만, 1937년 이후 태국에서 이 종의 출현에 대한 공식 기록은 없다.
흰어깨따오기는 저지대에 서식하는 종으로, 다양한 서식지에서 관찰되었다. 이 서식지에는 건조한 낙엽송림, 숲 속에 흩어져 있는 계절적 물웅덩이 (이 물웅덩이는 현지에서 "트라펭"이라고 불린다), 휴경지 논밭, 덤불이 우거진 풀밭, 숲이 우거진 호숫가와 강가, 낮은 강수위에서의 자갈과 조약돌 둑, 넓은 강의 모래톱, 그리고 세콩강의 모래섬이 포함된다. 특히 인도차이나에서는 건조한 낙엽송림이 가장 중요한 서식지로 보인다. 그러나 캄보디아 메콩강 주변의 지역 개체군에 대한 한 연구에서는 흰어깨따오기가 범람한 강변 숲과 건조한 내륙 낙엽송림 모두에서 둥지를 틀고 있음을 발견했다. 이는 다른 개체군에서는 관찰되지 않은 서식지의 조합이었다.
이 종은 전통적인 지역 농업 관행을 이용하여 선호하는 미소서식지를 생성하고 유지하는 것으로 보인다. 특히 가축인 소나 물소가 숲의 식물을 방목하고 밟음으로써 비워진 공간을 선호하는 먹이 서식지로 만들고, 초식 동물들이 진흙에서 목욕을 하여 계절적 물웅덩이를 만드는 방식이다. 이 따오기 종의 인간 활동 의존도는 최근 몇 십 년 동안 해당 지역의 많은 야생 초식 동물 개체군의 급격한 감소와 아시아코끼리와 같은 많은 다른 종들의 지역적 멸종을 고려할 때 특히 강할 수 있다. 그러나 멧돼지가 여전히 진흙 목욕을 통해 계절적 물웅덩이를 만드는 데 중요한 역할을 할 수 있다. 이러한 인간의 활동에 의한 서식지 창출과 유지 과정은 특히 건기 초기에 서식지 조건이 제한될 때 매우 중요할 수 있다. 또한 낙엽송림에서의 인위적인 불 사용은 방목과 유사하게 적합한 공터를 만드는 역할을 할 수 있다.

## 인간과의 관계
이 종은 서식지를 유지하는 데 있어 전통적인 농업 활동 (경작과 목축 모두)에 크게 의존하는 것으로 보이며, 이로 인해 큰따오기와 같은 유사한 공존 종들보다 인간 거주지에 더 가까이 서식한다. 심지어 사람들의 사용이 이루어지는 논밭 근처의 나무에서 둥지를 틀고 쉬기도 한다. 그러나 이 따오기는 인간 자체보다는 인간 거주지 근처의 농업지에서 먹이를 찾는 데 더 끌리는 경향이 있다. 흰어깨따오기는 인간에 의해 기회적으로 식용으로 이용되기도 하지만, 상업적으로 거래되는 가치는 없다.
이 종의 유일한 포로 기록은 1989년 캄보디아에서 태국으로 수입되어 1990년에 방콕 근처 프라나콘시아유타야에 있는 퀸스 버드 파크에 수용된 개체에 관한 것이다.